# Pontania promixa
Pontania promixa är en stekelart som först beskrevs av Amédée Louis Michel Lepeletier.  Pontania promixa ingår i släktet Pontania och familjen bladsteklar. Inga underarter finns listade i Catalogue of Life.